# North Vancouver-Lonsdale (circonscription britanno-colombienne)
Pour les articles homonymes, voir North Vancouver (homonymie) et Lonsdale.
Circonscription électorale provinciale du Canada
North Vancouver-Lonsdale est une circonscription provinciale de la Colombie-Britannique représentée à l'Assemblée législative de la Colombie-Britannique depuis 1991.

## Géographie
En 2020, la circonscription représente le quartier de Lonsdale dans le sud de la ville de North Vancouver dans le district de North Vancouver. La circonscription inclut également les réserves autochtones Ustlawn (en) et de Seymour Creek 2, ainsi qu'une partie des X̱wemelch'stn (en).

## Liste des députés
| Législature                                                                                           | Années                                                                                                | Député                                                                                                | Député                                                                                                | Parti                                                                                                 |
| North Vancouver-Lonsdale Circonscription issue de North Vancouver-Capilano et North Vancouver-Seymour | North Vancouver-Lonsdale Circonscription issue de North Vancouver-Capilano et North Vancouver-Seymour | North Vancouver-Lonsdale Circonscription issue de North Vancouver-Capilano et North Vancouver-Seymour | North Vancouver-Lonsdale Circonscription issue de North Vancouver-Capilano et North Vancouver-Seymour | North Vancouver-Lonsdale Circonscription issue de North Vancouver-Capilano et North Vancouver-Seymour |
| --- | --- | --- | --- | --- |
| 35e                                                                                                   | 1991–1996                                                                                             | | David D. Schreck (en)                                                                                 | Néo-démocrate                                                                                         |
| 36e                                                                                                   | 1996–2001                                                                                             | | Katherine Anne Whittred (en)                                                                          | Libéral                                                                                               |
| 37e                                                                                                   | 2001–2005                                                                                             | | Katherine Anne Whittred (en)                                                                          | Libéral                                                                                               |
| 38e                                                                                                   | 2005–2009                                                                                             | | Katherine Anne Whittred (en)                                                                          | Libéral                                                                                               |
| 39e                                                                                                   | 2009–2013                                                                                             | | Naomi Yamamoto (en)                                                                                   | Libéral                                                                                               |
| 40e                                                                                                   | 2013–2017                                                                                             | | Naomi Yamamoto (en)                                                                                   | Libéral                                                                                               |
| 41e                                                                                                   | 2017–2020                                                                                             | | Bowinn Ma (en)                                                                                        | Néo-démocrate                                                                                         |
| 42e                                                                                                   | 2020–2024                                                                                             | | Bowinn Ma (en)                                                                                        | Néo-démocrate                                                                                         |
| 43e                                                                                                   | 2024–en cours                                                                                         | | Bowinn Ma (en)                                                                                        | Néo-démocrate                                                                                         |